# リディヤ・ズベレワ
リディヤ・ズベレワ（Lidia Vissarionovna Zvereva、ロシア語: Лидия Виссарионовна　Зверева、1890年8月13日 - 1916年5月1日）は、ロシアの最初の女性パイロット。 

## 経歴

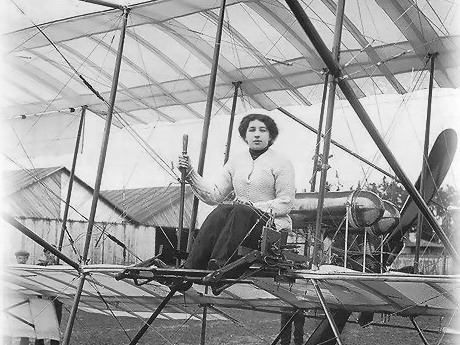
1911年

サンクトペテルブルクでロシアの陸軍将軍の家に生まれた。17歳の時に S. I. Zverevと結婚したが、すぐに死別した。1910年にガッチナの飛行学校に入り、1911年に免許を取得しロシアで最初の女性パイロットとなった。後に結婚するVladimir Victorovich Slusarenkoと出会い、1911年から1912年の間にロシア各地で公開飛行を行った。
1913年に夫妻はリガに工場を開き、軍と契約し、飛行機の修理工場と飛行学校を開いた。ファルマンXVIの組立てを始め、後にはファルマンXXIIやモラーヌ・パラソル機などを組み立てた。
1916年5月、腸チフスで25歳で没した。アレクサンドル・ネフスキー大修道院の墓地に埋葬され、彼女の栄誉を讃え航空編隊が墓地の上空を飛行した。
1975年にソ連の天文学者タマラ・スミルノワが発見した小惑星3322番に「リディヤ」と命名されている。また、1985年に金星のクレーターの一つが「ズベレワ」と命名されている。